# フィリベール・コメルソン

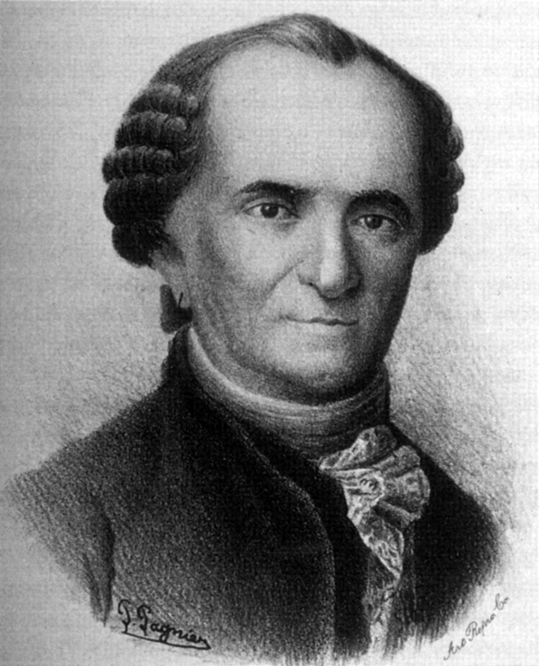
Philibert Commerson

フィリベール・コメルソン（Philibert Commerçon または Commerson、1727年11月18日 – 1773年3月13日）は、フランスの植物学者、博物学者である。ルイ・アントワーヌ・ド・ブーガンヴィルの世界一周探検船に乗船し、植物を採集したことで知られる。

## 生涯
シャティオン・シュル・シャラロンヌに生まれた。若い頃に植物学に興味を持ち、クリュニーのベネディクト派のカレッジで学んだ後、1737年にモンペリエの医学部に学んだ。珍しい植物に対する情熱は、植物園から植物を盗みだすこともあった。1754年にモンペリエ大学から医者の資格を得た。
フランスやヨーロッパで薬草などの採集の旅を行い、地中海の魚や魚類の著書を書き、これはカール・フォン・リンネの知ることになった。1760年に公証人の娘と結婚したが、妻は1762年に出産の時に没した。
1768年のルイ・アントワーヌ・ド・ブーガンヴィルの世界一周探検航海に、天文学者、ジェローム・ラランドの推薦で博物学者として乗り込んだ。伴った従者のジャンヌ・バレは男装して船に乗り込んだ女性で、後にさまざまな文学作品などに取り上げられた。寄航した各地で植物採集を行い、コメルソンが発見した植物は60の新しい属、3000種にのぼった。その中には、探検隊長の名前をつけたブーゲンビリアもある。1768年に旧名フランス島（現在のフランス名モーリス島、モーリシャス諸島）で、植民地監督官で植物収集家のピエール・ポワブルと出会い、ブーガンヴィルの探検隊から離れ、胡椒の栽培種を探す、フィリピンや東南アジアの探検に、ピエール・ソヌラともに参加した。1773年にマダガスカル島で植物研究を行った後、モーリシャスで46歳で没した。
アオイ科のヒゲミノキ属（Commersonia J.R.Forst. & G.Forst.) などに献名されている。